# 罗阿斯基亚
罗阿斯基亚（義大利語：Roaschia），是意大利库内奥省的一个市镇。总面积23平方公里，人口157人，人口密度6.8人/平方公里（2009年）。ISTAT代码为004183。